# Léon Mébiame
Léon Mébiame (Libreville, 1º settembre 1934 – Libreville, 18 dicembre 2015) è stato un politico gabonese.
È stato vicepresidente del Gabon dal 1967 al 1975 e Primo ministro del Gabon dall'aprile 1975 al maggio 1990.